# Zé Carlos (football, 1983)
Pour les articles homonymes, voir Zé Carlos.
José Carlos Ferreira Filho, dit "Zé Carlos", est un footballeur brésilien né le 24 avril 1983 à Maceió. Il évolue au poste d'attaquant.
Il a remporté la Ligue des champions de l'AFC 2006 avec le club de Jeonbuk Hyunday Motors.